# Dainius Budrys
Dainius Budrys (* 16. August 1976 in Klaipėda) ist ein litauischer Politiker.

## Leben
Nach dem Abitur 1994 an der „Varpas“-Mittelschule Klaipėda absolvierte er das Bachelorstudium in Wirtschaft und 2000 das Masterstudium in Management an der Klaipėdos universitetas. 
Von 2000 bis 2003 war er Direktor von Handelszentren bei UAB „Ekovalda“ (Rimi Lietuva), ab 2003 Kommerzdirektor bei AVECGROUP in Litauen UAB „Avec Lit“, Direktor von UAB „VIDEOZOUNDS“.
Als Mitglied der Tautos prisikėlimo partija war er von 2008 bis 2012 Mitglied des Seimas.